# Шладминг
Шладминг је мали рударски градић у аустријској покрајини Штајерској. Такође је и популарно туристичко одредиште у којем се одржавају трке Светског купа у алпском скијању.

## Становништво
| 1971. | 1981. | 1991. | 2001. | 2011. |
| ----- | ----- | ----- | ----- | ----- |
| 3.460 | 3.918 | 4.377 | 4.570 | 4.477 |

## Партнерски градови
- Вецлар
- Felletin